# Diga delle Tre Gole
La diga delle Tre Gole, denominata anche progetto Tre Gole, è una diga per la produzione di energia elettrica costruita sul Fiume Azzurro, nella provincia di Hubei in Cina, nonché la seconda diga più grande al mondo dopo la Diga di Itaipú. È una centrale idroelettrica a bacino di accumulo e per far arrivare l'acqua alle turbine sfrutta la pressione dell'acqua dell'intero bacino: con 2309 metri di larghezza, detiene i record mondiali per la diga più grande e per la centrale idroelettrica più potente, capace di soddisfare il 3% dell'enorme fabbisogno energetico del paese.
Completata il 20 maggio 2006, la diga fa parte di un più vasto complesso ad essa annesso, che è stato interamente ultimato nel giugno del 2009.  La realizzazione dell'opera sarebbe stata necessaria per il contenimento del rischio di inondazioni nella parte meridionale del paese, per rendere navigabile l'alto corso del Fiume Azzurro e per produrre energia elettrica. 
Con una potenza di 22,5 GW e un'energia totale di 98,8 TWh generata ogni anno, è l'impianto energetico più potente al mondo.
Il progetto è stato fin dal principio contestato dalle associazioni ambientaliste per l'elevato impatto ambientale e per l'elevato numero di persone sfollate.

## Storia
Nel 1920 il dottor Sun Yat-sen nel suo saggio programmatico The International Development of China immaginò una diga sullo Yangtze dove formava tre gole, per permettere la navigazione fluviale e produrre corrente elettrica.
Il progetto è stato approvato nel 1992 dal premier Li-Peng, i lavori di costruzione iniziarono nel 1994, completata nel 2003 e inaugurata nel 2006.

## Descrizione

Produzione di elettricità in Cina per fonte. La diga delle Tre Gole, da quando è stata completata, contribuisce alla produzione per circa 100 TWh all'anno.

La diga ha un'altezza di 180 m ed una lunghezza complessiva di 2309,47 m. Il bacino è lungo più di 600 km esteso per più di 1000 km² e contiene 22000000000 m³ con l'acqua all'altezza normale di 175 m sullo sbarramento, con una capienza massima di 39000000000 m³. La centrale elettrica è dotata di 32 turbine Francis ciascuna di 700 MW di potenza nominale per un totale di 22,5 GW con un salto idrico di 81 metri. Le turbine Francis sono collocate sotto un battente di 5 metri, cioè 5 metri sotto il bacino di scarico, per contenere il comportamento a cavitazione. La produzione annua stimata è intorno ai 413000 TJ ovvero 98,8 TWh annui pari a oltre il 3% dell'energia elettrica consumata in Cina, che corrispondono a circa 140 milioni di barili di petrolio. La media portata del fiume alla foce è di circa 33000 m³/s. La diga è in grado di avere una portata massima di 110 000-115000 m³/s.

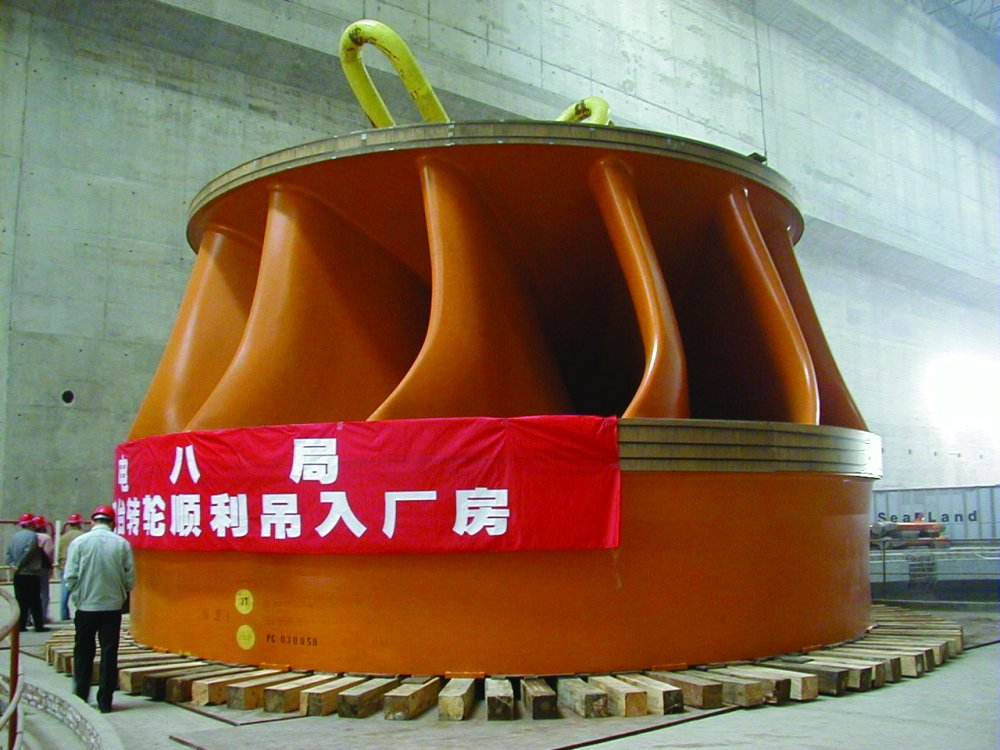
Turbina Francis presente nella diga

Il 3 luglio 2012 sono state attivate le ultime turbine, portando la centrale a pieno regime, con 32 turbine attive e un potenziale di produzione annua di 104 TWh. A monte della diga si trova la città di Chongqing. La costruzione prende il nome dalle tre gole attraversate dal fiume: la Gola di Qutang, la Gola di Wuxia e la Gola di Xiling. Nel 2015 è stato messo in funzione il più grande ascensore per navi al mondo che consente di risalire il fiume senza dover circumnavigare la diga, comportando un risparmio in termini di tempo e denaro per le imbarcazioni che percorrono la tratta da valle a monte della diga.
La produzione di energia elettrica della diga delle Tre Gole previene la produzione di polveri inquinanti che sarebbero derivate dalla combustione di combustibili fossili: l'energia elettrica nel paese è prodotta in gran parte con il carbone (68% nel 2017). Inoltre, la costruzione della diga, grazie al suo bacino, permette la laminazione del fiume rendendolo, insieme ai suoi tributari, più sicuro da navigare.

## Critiche

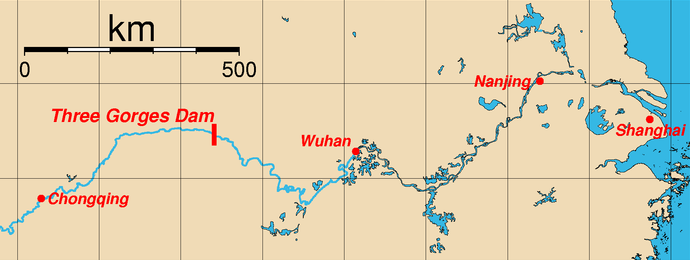
Localizzazione della diga a "Three gorges dam"

Per la creazione del bacino sono stati sommersi più di 1300 siti archeologici (tra i quali Baiheliang), 13 città, 140 paesi e 1352 villaggi che hanno comportato il trasferimento di circa 1,4 milioni di abitanti (sono 116 le località finite direttamente sott'acqua). Le autorità cinesi hanno previsto il trasferimento di almeno altri quattro milioni di persone dalla zona delle Tre Gole nel periodo 2008-2023.
La giornalista Dai Qing ha denunciato nel suo saggio Chang Jiang!Chang Jiang! del 1989 il fatto che a seguito della costruzione molte specie animali e vegetali sarebbero scomparse a causa della distruzione degli habitat in cui vivono, dovuta anche all'inquinamento provocato dalle industrie locali e dall'eccessivo traffico navale. Un esempio è dato dal lipote, un delfino d'acqua dolce che popolava le acque del Fiume Azzurro, dichiarato estinto nel 2006, ma avvistato nuovamente il 30 agosto 2007.

## Curiosità
- Alcuni scienziati della NASA tra i quali Richard Chao e Benjamin Gross hanno calcolato che la grande massa d'acqua che si accumulerà nella diga a un'altezza superiore rispetto a quella precedente, sta causando una diminuzione della velocità di rotazione della terra, e quindi un allungamento della durata del giorno, seppur di un valore infinitesimale stimato in 60 miliardesimi di secondo.[13] La cifra teorica di 60 miliardesimi di secondo, però, si deriva solamente dal calcolo del momento angolare. In paragone agli spostamenti di massa nelle correnti oceaniche e nell'atmosfera, questo valore è trascurabile. Quindi anche un eventuale effetto negativo sulla rotazione del pianeta basato sull'accumulo d'acqua in questo lago non è misurabile.[14]
- Ogni 80 ore di funzionamento è stimata una perdita di 25 kg di acciaio dalle turbine.
- La diga oltre le sue funzionalità è divenuta un'attrazione turistica ed ospita circa 1,8 milioni di turisti l'anno.[senza fonte]